# Spotlight Records
A Spotlight Records foi uma gravadora brasileira focada na dance music que operou entre 1992 e 2003, lançando tanto coletâneas de artistas diversos (que tinham seus fonogramas licenciados pela gravadora) como álbuns de artistas estrangeiros, como Double You (por exemplo, o álbum We all need love de 1992), Ice MC (por exemplo, o álbum Ice 'n' green de 1994), Alexia, Savage, Corona (por exemplo, o álbum The rhythm of the night de 1994), DJ Bobo, entre outros. 

## Artistas Nacionais
A gravadora chegou a montar um cast próprio de artistas nacionais. No campo da dance music tinha como artistas Gottsha, Claudja, Karina, Mister Jam (que lançou pela gravadora seu primeiro disco, chamado New love dimension, de 1996), MC Bob Rum, Sect e Patrícia Coelho. No campo do pop/rock a Spotlight Records tinha álbuns dos artistas Wander Taffo (que lançou o álbum Lola pela gravadora em 1996), Hanoi Hanoi (que lançou o álbum Credus pela gravadora em 1995) e Celso Blues Boy (que lançou o álbum Indiana blues pela gravadora em 1996).

## História
A gravadora era dirigida por René Michel, Kaká (José Carlos de Oliveira Silva) e Christovam Neumann, que antes de fundarem a gravadora já tinham uma produtora de eventos com o nome de Spotlight (a qual chegou a lançar um LP no início de 1992 pela CID Entertainment). Ainda no primeiro semestre de 1992 a Spotlight Records passa a operar como gravadora, lançando LPs e CDs em parceria com a Warner Music, como a compilação Robyx apresenta Dance movement, lançada em 1992, a qual conta com o hit Please don't go do Double You, que na época fez parte da trilha sonora internacional da novela Despedida de solteiro da Rede Globo. A parceria com a Warner Music seria mantida até 1995. Por um breve período a gravadora também manteve sua distribuição de CDs através da multinacional BMG Ariola. A gravadora obteve destaques com compilações feitas em parceria com emissoras de rádio que exploravam a dance music (como a Jovem Pan 2 FM, a qual rendeu compilações como Aprovado Jovem Pan e Ritmo da noite) e também casas noturnas (como a Toco Dance Club, a qual rendeu o volume 8 da série Toco dance hits. Entre os anos de 1995 a 2000 a distribuição dos CDs da Spotlight passou a ser de responsabilidade da PolyGram do Brasil (atual Universal Music) até o ano 2000.
Em 2000 a Spotlight Records passou a ter como parceira a Som Livre, que, assim como a Warner Music, distribuia os seus álbuns. Esta parceria foi mantida até 2002. No final de 2000 a gravadora mudou a grafia de seu nome, passando a ser chamada de Spottlight.